# 구화 (생물학)

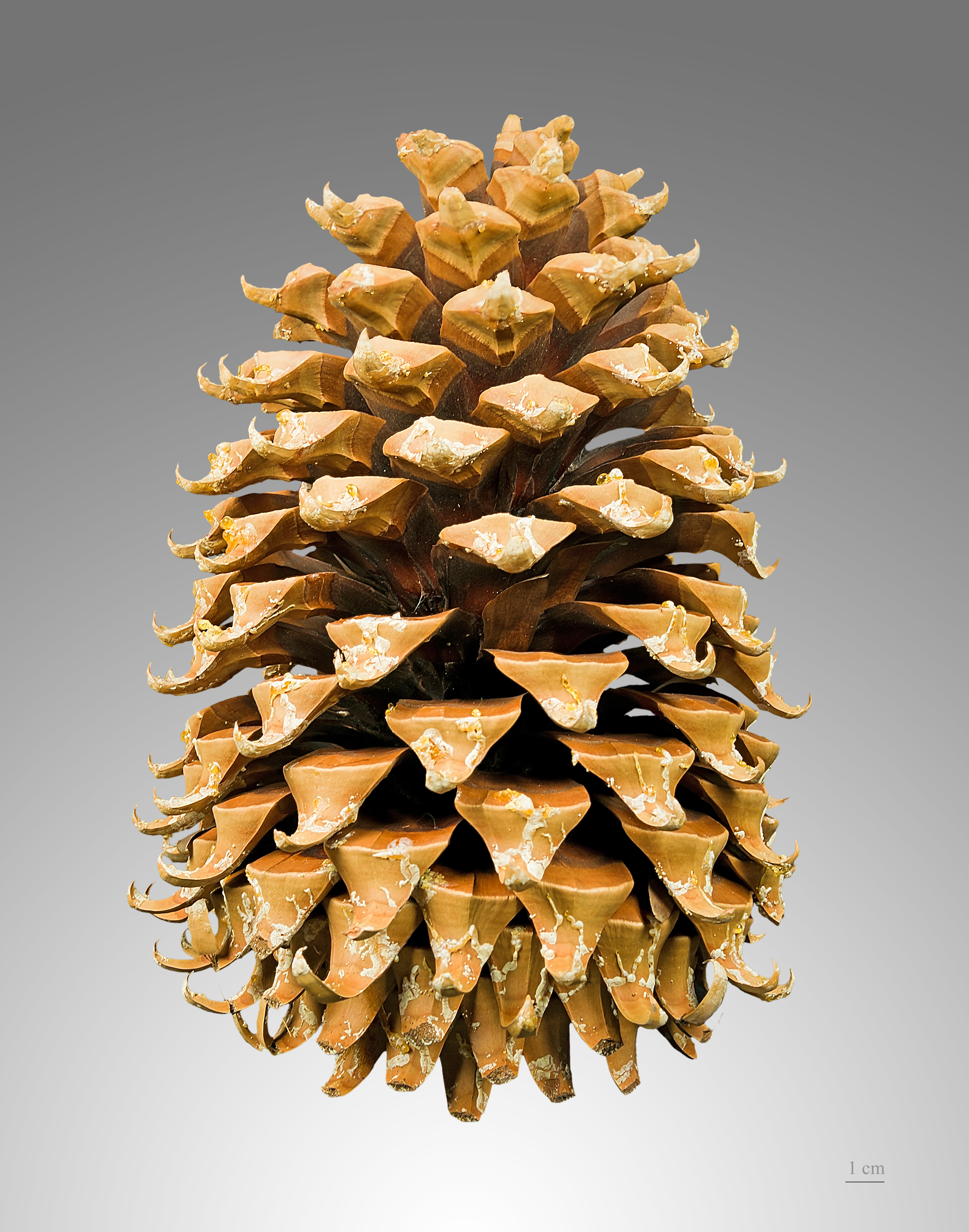

구화(strobile, 毬花)는 꽃에서 포자엽이 구형으로 모인 꽃이다.

## 같이 보기
- 구과식물
- 구과(방울열매)